# 神逐
神逐（かんやらい）とは、日本神話において、神を追放すること。特に『古事記』においては須佐乃袁尊を高天原から追放した事件を指す（『日本書紀』では逐降（かんやらひ）と称する）。

## 概要
須佐乃袁尊の粗暴に心を痛めた姉の天照大神は天岩戸に隠れてしまい世の中が混乱してしまった。このため、八百万の神々は協議の結果、須佐乃袁尊に千位置戸（通説では財物、異説では拷問道具）を納めさせ、鬚を切り、手足の爪を抜いて葦原中国に放逐したとされている。
神である須佐乃袁尊を天つ罪を犯したことを理由として穢として放逐すると言うこの説話は日本神話の中では異質のエピソードである一方、放逐したのが同じ神である八百万の神々であることから、古代における犯罪者を共同体から追放した姿が反映されているという考え方がある。